# 130e régiment d'infanterie territoriale
Le 130e régiment d'infanterie territoriale est un régiment d'infanterie de l'armée de terre française qui a participé à la Première Guerre mondiale.

## Création et différentes dénominations
- 19 mars 1875 : le 130e régiment d'infanterie territoriale reçoit son numéro, en prévision d'une mobilisation[1].
- 2 août 1914 : création du 130e régiment d'infanterie territoriale avec 2 bataillons et deux sections de mitrailleuses
- 22 février 1918 : dissolution de l'unité

## Chefs de corps
- 2 août 1914 - 13 novembre 1916 : lieutenant-colonel Delaplane
- 18 - 22 novembre 1916 : lieutenant-colonel Lefebure
- 22 novembre - 13 décembre 1916 : commandant Gay (par intérim)
- 13 décembre 1916 - 22 février 1918 : lieutenant-colonel Torollion

## Historique des garnisons, combats et batailles

### Première Guerre mondiale

#### Affectations
- 91e division d'infanterie territoriale d'août 1914 à juin 1915
- 89e division d'infanterie territoriale d'août 1916 à juin 1917

#### 1918
- En mars, le régiment est renforcé par des hommes provenant du 44e RIT dissous.

## Drapeau
Il porte, cousues en lettres d'or dans ses plis, les inscriptions suivantes :
- L'Aisne 1916

## Sources et bibliographie
- Historique du 130e régiment d'infanterie territorial : 2 août 1914 - 22 février 1918, Bergerac, Impr. générale du sud-ouest, 1920, 37 p., lire en ligne sur Gallica.